# Wallace Pernambucano
Wallace Philipe Freitas da Silva (Escada, 4 de fevereiro de 1987), mais conhecido como Wallace Pernambucano, é um futebolista brasileiro que atua como meio-campo ou atacante.
Apelidado de Tanque por conta de sua força física, fez sua carreira majoritariamente no futebol nordestino, atuando em oito clubes de cinco estados da região. É o maior artilheiro da Arena das Dunas e o terceiro maior artilheiro da história do América de Natal.

## Carreira
Wallace Pernambucano começou no futebol profissional em 2011, jogando no meio-campo da Cabense, clube de Cabo de Santo Agostinho, a cerca de 30km de Escada, sua cidade-natal. Na temporada seguinte, transferiu-se para o Confiança, onde atuou por cinco anos, com uma breve passagem pelo Treze, em 2013.
No clube do bairro Industrial de Aracaju, conquistou o Campeonato Sergipano de 2014, seu primeiro título na carreira, e foi peça fundamental na campanha do acesso do Dragão na Série D do mesmo ano.
Em 2017, acertou com o Sergipe, mas não repetiu o brilho no rival sergipano, ficando marcado pelo "Caso Wallace Pernambucano", que envolvia uma suposta escalação irregular em jogos no Estadual e na Copa do Nordeste, uma vez que teria sido inscrito com o nome de Wallace Menezes dos Santos, jogador das categorias de base do time colorado, conhecido como Obina.
Em menos de três meses, o jogador transferiu-se para o Ceará, onde acabou sendo o grande destaque do título estadual: inicialmente reserva na equipe alvinegra, ganhou uma vaga entre os titulares por conta da lesão de Ricardinho, passando a atuar como atacante, e marcou dois dos três gols do Vovô nas partidas da final do Campeonato Cearense. O jogador também fez parte do elenco que conquistou o acesso para a Série A ao final da temporada.
Para o ano de 2018, voltou a um clube pernambucano, dessa vez para defender as cores do Náutico. Após sagrar-se campeão estadual no primeiro semestre, foi emprestado para o Brasil de Pelotas em agosto, mas retornou ao Timbu para a temporada seguinte. Em 2019, tornou-se xodó da torcida alvirrubra, ganhando o apelido de Tanque. Foi artilheiro da equipe na temporada e conquistou o título da Série C, mas conviveu com jejuns de gols ao longo do ano e acabou fora dos planos da equipe ao fim do contrato.
Entre 2020 e 2023, Wallace Pernambucano vestiu a camisa do América de Natal, onde tornou-se ídolo e atingiu algumas marcas históricas. Na Série D de 2020, conquistou a artilharia da competição, com 12 gols. No ano seguinte, foi o maior goleador do Campeonato Potiguar e teve uma rápida passagem pelo Santa Cruz no segundo semestre. Contudo, retornou à equipe americana em 2022, conquistando o tão almejado acesso para a Série C do Brasileirão, além de conquistar o título da quarta divisão. Em 2023, foi mais uma vez artilheiro do Estadual. Nesse período, o atacante se tornou o maior goleador de todos os tempos da Arena das Dunas e o terceiro jogador com mais gols na história do América.
Em 2024, atuou pelo Capital-DF, na campanha do vice-campeonato do Candangão, sendo vice-artilheiro do torneio. Em seguida, transferiu-se para o Treze para disputar a Série D.

## Títulos
Confiança
- Campeonato Sergipano: 2014

Ceará
- Campeonato Cearense: 2017

Náutico
- Campeonato Pernambucano: 2018
- Campeonato Brasileiro - Série C: 2019

América de Natal
- Campeonato Brasileiro - Série D: 2022
- Campeonato Potiguar: 2023

## Artilharias
América de Natal
- Campeonato Brasileiro - Série D: 2020 – 12 gols
- Campeonato Potiguar: 2021 – 14 gols
- Campeonato Potiguar: 2023 – 10 gols